# (37156) 2000 VB60
2000 في بي 60 (ويعرف أيضًا باسم (37156) 2000 في بي 60 وفق تسمية الكوكب الصغير) (بالإنجليزية: 2000 VB60)‏ هو كويكب ضمن حزام الكويكبات؛ وترتيبه 37156 من حيث الاكتشاف.
اكتُشف هذا الجُرم الفلكي بواسطة بحث لنكولن عن الكويكبات القريبة من الأرض في 1 نوفمبر 2000.

## وصلات خارجية
- (37156) 2000 VB60 في قاعدة بيانات مختبر الدفع النفاث لأجرام النظام الشمسي الصغيرة

- الاكتشاف · مخطط المدار ·  العناصر المدارية · المعلمات المادية

- (37156) 2000 VB60 على موقع ويكي سكاي: DSS2, SDSS, GALEX, IRAS, Hydrogen α, X-Ray, Astrophoto, Sky Map, Articles and images